# Арктомятлик
Арктомятлик (лат. Arctopoa) — род травянистых растений семейства Злаки (Poaceae).

## Ботаническое описание
Многолетние растения с длинными толстыми корневищами; стебли крепкие, в узлах утолщённые; основания побегов с довольно многочисленными тёмно-бурыми волокнистыми влагалищами старых листьев; пластинки листьев толстые; язычки по краю  мелкореснитчатые.
Соцветия — метёлки прямостоячие, сжатые или раскидистые, с утолщёнными веточками. Колоски (6)7—12(16) мм длиной, с 3—6(9) цветками; членики оси колоска с боков слегка сплюснутые, с относительно слабо выраженными сочленениями; колосковые чешуи с 3—5(7) жилками, по краю реснитчатые. Нижние цветковые чешуи 5—9(11) жилками, по краю длиннореснитчатые. Каллус с более менее равномерно распределёнными короткими прямыми или слабо извилистыми волосками, реже голый. Верхние цветковые чешуи по килям с короткими ресничками, цветковые плёнки неясно  двулопастные и многозубчатые. Пыльники 1,6—3 мм длиной.
Плоды — зерновки 2—2,9 мм длиной, свободные; рубчик продолговато-линейный, равный ¼ длины всей зерновки.
Хромосомы крупные, хромосомное число x = 7.

## Географическое распространение
Виды рода Arctopoa распространены на побережьях Северной Пацифики (один вид  — Arctopoa eminens — заходит и на Атлантическое побережье Северной Америки), включая побережье российского Дальнего Востока и некоторые из континентальных районов, также встречаются они в Восточной Сибири и в Центральной Азии.

## Виды
Род включает 8 видов:
- Arctopoa alexeji (Sofiekova & Vorosch.) Prob. (2003) — Арктомятлик Алексея
- Arctopoa eminens (J.Presl) Prob. (1974) — Арктомятлик выделяющийся, или Арктомятлик восходящий, или Арктомятлик высокий
- Arctopoa petrovskyi Prob. (2003) — Арктомятлик Петровского
- Arctopoa reventa Prob. (2003) — Арктомятлик возвратившийся
- Arctopoa schischkinii (Tzvelev) Prob. (1976) — Арктомятлик Шишкина
- Arctopoa subfastigiata (Trin.) Prob. (1974) — Арктомятлик широкометельчатый
- Arctopoa tibetica (Munro ex Stapf) Prob. (1974) — Арктомятлик тибетский
- Arctopoa trautvetteri (Tzvelev) Prob. (1974) — Арктомятлик Траутветтера